# Nassim Boujellab
Nassim Boujellab, né le 20 juin 1999 à Hagen en Allemagne, est un footballeur international marocain qui évolue au poste de milieu de terrain à l'HJK Helsinki, prêté par le Schalke 04.
Formé au FC Schalke 04, il débute le football professionnel en 2019. Deux ans plus tard, il s'impose en tant que joueur clé du club, lui permettant d'être sélectionné avec l'équipe du Maroc en 2020.

## Biographie
Nassim Boujellab naît à Hagen en Allemagne de parents marocains originaires de Berkane.

### En club

#### Débuts et formation à Schalke 04
Il est inscrit à l'âge de cinq ans au football par son père dans le club de l'ASSV Letmathe. Lorsqu'il a dix ans, il s'engage au Sportfreunde Oestrich-Iserlohn. Remarqué par les scouts des plus grands clubs allemands, il rejoint à l'âge de quinze ans l'académie du FC Schalke 04. En novembre 2014, il fait ses débuts avec l'équipe de Schalke 04 des -17 ans en B-Junioren-Bundesliga face au SC Paderborn 07. Il entre en jeu à la 60e minute à la place de Abdurrahman Hatap. Ayant pu s'imposer en tant que capitaine avec l'équipe de Schalke 04 des -17 ans, il réalise une saison 2015-2016 remarquable, lui permettant de s'entraîner avec l'équipe A. Il termine sa saison avec les U17 en marquant onze buts en 24 matchs.
Nassim Boujellab finit tout-de-même par évoluer avec l'équipe B du Schalke 04 en Bundesliga A-Juniors. En juillet 2018, il participe à un stage de préparation avec l'équipe A du FC Schalke 04 en Chine. Il y dispute deux matchs aux côtés des joueurs professionnels. Quatre mois plus tard, en novembre 2018, il est appelé par la catégorie U19 pour une participation en UEFA Youth League.
Le 31 mars 2019, il dispute son premier match de Bundesliga à l'occasion de la 27e face à Hanovre 96, en remplaçant Suat Serdar à la 79e minute (victoire 0-1). Trois jours plus tard, il est titularisé en Coupe d'Allemagne face au Werder Brême. Ayant plu à l'entraîneur Huub Stevens, il est définitivement promu en équipe A. Le 6 avril 2019, il reçoit un contrat jusqu'en mi-2022. En mai 2019, David Wagner est nommé nouvel entraîneur du FC Schalke 04. Il termine la saison 2018-2019 à la 14ème place du championnat allemand.
Lors de la saison 2019/20, il dispute onze matchs en Bundesliga et deux matchs en Coupe d'Allemagne. Le FC Schalke 04 termine la saison à la douzième place du championnat allemand. Il atteint également la demi-finale de la Coupe d'Allemagne en affrontant le Bayern Munich (défaite, 0-1).
Lors de la saison 2020/21, il dispute douze matchs en Bundesliga. En septembre 2020, l'entraîneur Manuel Baum succède David Wagner à la tête du club. Le 13 décembre 2020, il marque son seul but de la saison contre le FC Augsbourg à la 61ème minute (match nul, 2-2). Quelques jours plus tard, son nouvel entraîneur Manuel Baum est licencié et remplacé par l'entraîneur Christian Gross. Il dispute également un match en Coupe d'Allemagne, compétition dans laquelle il est éliminé en huitièmes de finales contre le VfL Wolfsburg (défaite, 1-0). Le 25 février 2021, il se blesse gravement aux ligaments, ce qui met un terme à sa saison. En mars 2021, Dimítrios Grammózis est nommé nouvel entraîneur du FC Schalke 04. Nassim Boujellab termine la saison à la dernière place de la Bundesliga et est relégué en D2 allemande.
Le 25 juillet 2021, il prolonge son contrat au Schalke 04 jusqu'en mi-2023 et est prêté pour la saison 2021/22 au FC Ingolstadt 04 en D2 allemande. Le 31 juillet 2021, il dispute son premier match avec le FC Ingolstadt 04 en championnat en entrant en jeu à la 77ème minute à la place de Marc Stendera (défaite, 1-2).
Le 1er mars 2022, il est prêté jusqu'à la fin de l'année à l'HJK Helsinki.

### En sélection
Né en Allemagne, Nassim Boujellab a deux parents marocains. Ses prestations en club ne sont pas passé inaperçu aux yeux de la fédération royale marocaine de football. Nassim Boujellab est appelé pour la première fois en 2016 pour figurer dans la liste de l'équipe du Maroc des moins de 17 ans. Le joueur est également convoqué avec le Maroc -19 ans et le Maroc -20 ans dans les deux années qui suivent.
En septembre 2018, il prend part à une double confrontation amicale contre l'Algérie avec l'équipe du Maroc olympique de football.
Le 18 août 2019, il est présélectionné par Patrice Beaumelle avec le Maroc olympique pour une double confrontation contre l'équipe du Mali olympique comptant pour les qualifications à la Coupe d'Afrique des moins de 23 ans.
Le 6 mars 2020, il est présélectionné en équipe du Maroc par Vahid Halilhodžić pour une double confrontation contre le Centrafrique. À cause de la pandémie de coronavirus, le match n'a pas pu avoir lieu.
Le 1re octobre 2020, il reçoit sa première convocation internationale pour représenter l'équipe nationale du Maroc à l'occasion de deux matchs amicaux face au Sénégal et la République démocratique du Congo. Le 9 octobre, il fait part de sa première sélection avec le Maroc face au Sénégal. Il entre à la 87e minute à la place de Aymen Barkok (victoire, 3-1).

## Statistiques

### Statistiques détaillées
| Saison                | Club                  | Championnat           | Championnat | Championnat | Championnat | Coupe(s) nationale(s) | Coupe(s) nationale(s) | Coupe(s) nationale(s) | Compétition(s) continentale(s) | Compétition(s) continentale(s) | Compétition(s) continentale(s) | Compétition(s) continentale(s) | Total | Total | Total |
| Saison                | Club                  | Division              | M.          | B.          | P.d.        | M.                    | B.                    | P.d.                  | Comp.                          | M.                             | B.                             | P.d.                           | M.    | B.    | P.d.  |
| 2018-2019             | Schalke 04            | Bundesliga            | 7           | 0           | 1           | 1                     | 0                     | 0                     | C1                             | -                              | -                              | -                              | 8     | 0     | 1     |
| 2019-2020             | Schalke 04            | Bundesliga            | 11          | 0           | 0           | 2                     | 0                     | 0                     | -                              | -                              | -                              | -                              | 13    | 0     | 0     |
| 2020-2021             | Schalke 04            | Bundesliga            | 12          | 1           | 0           | 1                     | 0                     | 0                     | -                              | -                              | -                              | -                              | 13    | 1     | 0     |
| Sous-total            | Sous-total            | Sous-total            | 30          | 1           | 1           | 4                     | 0                     | 0                     | -                              | 0                              | 0                              | 0                              | 34    | 1     | 1     |
| 2021-2022             | FC Ingolstadt (prêt)  | 2. Bundesliga         | 8           | 0           | 0           | -                     | -                     | -                     | -                              | -                              | -                              | -                              | 8     | 0     | 0     |
| Sous-total            | Sous-total            | Sous-total            | 8           | 0           | 0           | 0                     | 0                     | 0                     | -                              | 0                              | 0                              | 0                              | 8     | 0     | 0     |
| 2022-2023             | HJK Helsinki (prêt)   | Veikkausliiga         | 10          | 1           | 0           | 3                     | 0                     | 0                     | -                              | -                              | -                              | -                              | 13    | 1     | 0     |
| Sous-total            | Sous-total            | Sous-total            | 10          | 1           | 0           | 3                     | 0                     | 0                     | -                              | 0                              | 0                              | 0                              | 13    | 1     | 0     |
| Total sur la carrière | Total sur la carrière | Total sur la carrière | 48          | 2           | 1           | 7                     | 0                     | 0                     | -                              | 0                              | 0                              | 0                              | 55    | 2     | 1     |